# ヨーク・ストリート/フリーメイソン駅
ヨークストリート・フリーメイソン駅（英語：York Street / Freemason Station）は、バージニア州ノーフォークにある駅。ノーフォークのキリスト教青年会の隣である。クライスラー美術館の近くである。